# سوري الجنوبية الغربية (دائرة انتخابية في المملكة المتحدة)
سوري الجنوبية الغربية (بالإنجليزية: South West Surrey)‏ هي إحدى الدوائر الانتخابية في المملكة المتحدة الممثلة في مجلس العموم في برلمان المملكة المتحدة.
عضو البرلمان الذي يمثلها حالياً هو :Mr Jeremy Hunt (Con).